# Yvoire

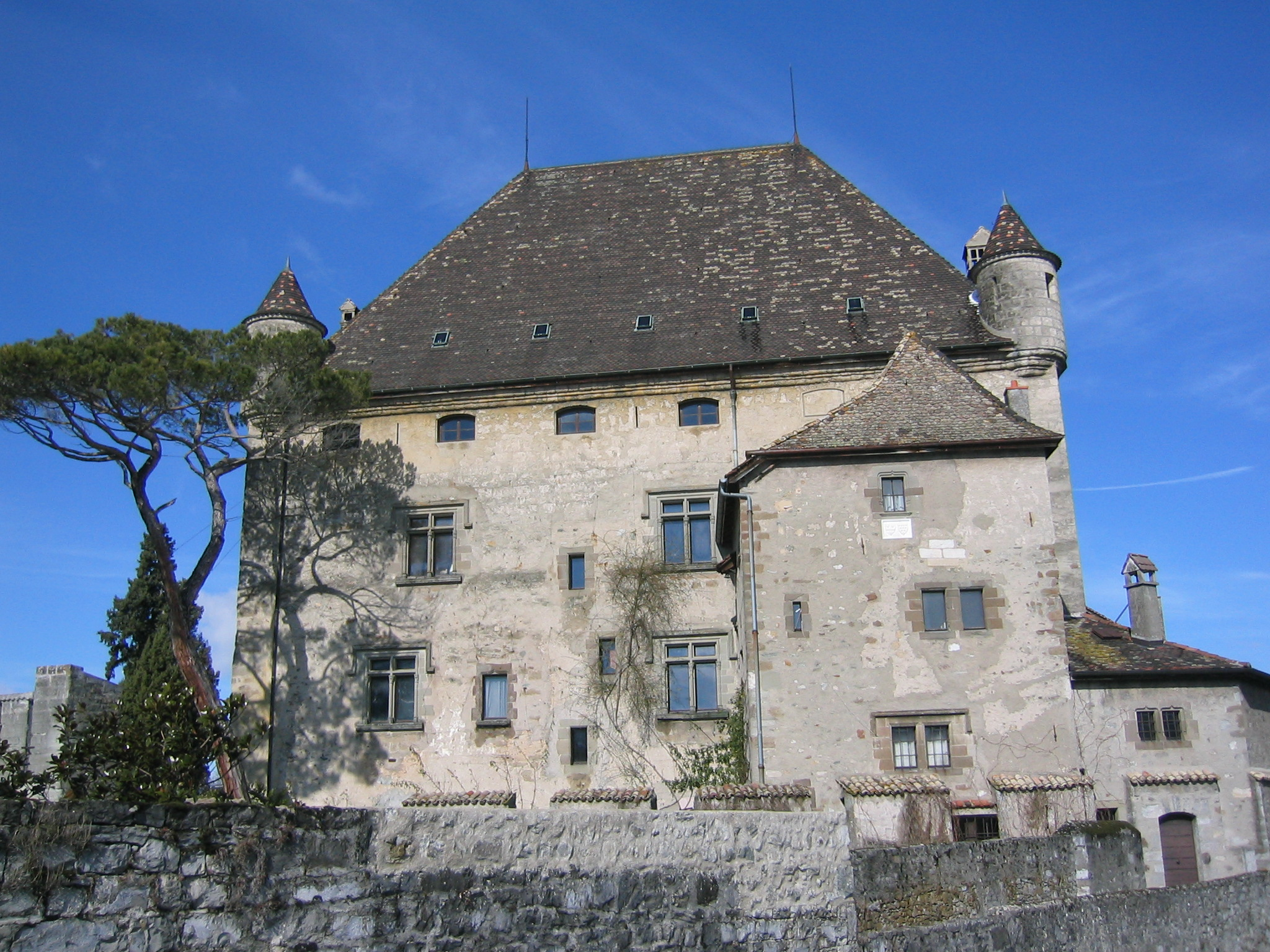
Castillo de Yvoire.

Yvoire (en francoprovenzal Ivouère) es una comuna y población de Francia, en la región de Auvernia-Ródano-Alpes, departamento de Alta Saboya, en el distrito de Thonon-les-Bains y cantón de Douvaine.
Está integrada en la Communauté de communes du Bas-Chablais.
Se trata de una villa medieval fortificada que se encuentra a orillas del lago Léman, en el extremo norte del cabo situado al oeste del golfo de Coudrée. La creación del señorío de Yvoire se produjo en el siglo XII, si bien las fortificaciones son del siglo XIV, erigidas por orden de Amadeo V de Saboya. En la actualidad es un destino turístico, incluido en las rutas de navegación del lago Léman, y que ha recibido distinciones tales como las cuatro flores de villa turística o la dedicación en 2006 de un sello por el servicio de correos francés.

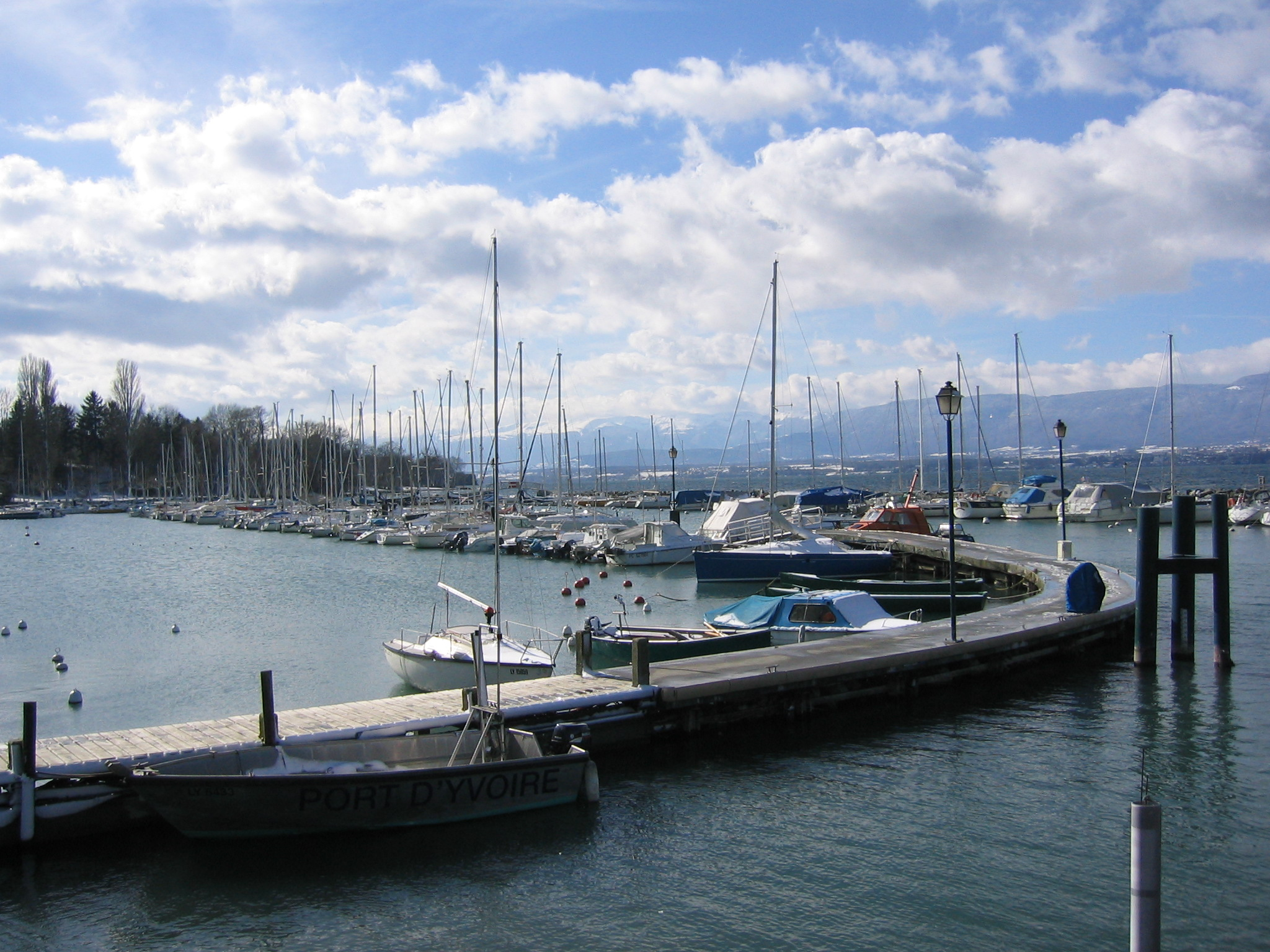
Puerto deportivo.

Por su belleza y atractivo turístico es uno de los pueblos clasificados como Les plus beaux villages de France.

## Demografía
| 271 | 305 | 335 | 357 | 432 | 639 |
| Para los censos de 1962 a 1999 la población legal corresponde a la población sin duplicidades (Fuente: INSEE [Consultar]) |     |     |     |     |     |